# 나탈리아 알마다
나탈리아 알마다(Natalia Almada, 1974년 ~ )는 멕시코, 미국의 사진가, 다큐멘터리 영화 감독이다.

## 작품 목록

### 영화
- 올 워터 해즈 어 퍼펙트 메모리 (2001)
- Al Otro Lado (2005)
- 장군 (2009)
- 엘 벨라도르 (2011)
- 다른 모든 것들 (2016)